# Maralakunte, Chik Ballapur
Maralakunte là một làng thuộc tehsil Chik Ballapur, huyện Kolar, bang Karnataka, Ấn Độ.